# Phyllomya volvulus
Phyllomya volvulus je druh mouchy z čeledi Tachinidae a podčeledi Dexiinae. Patří do rodu Phyllomya a jeho larvy parazitují pilatky (Tenthredinidae).
Druh byl poprvé popsán v roce 1794 dánským entomologem Johannem Christianem Fabriciem pod názvem Musca volvulus. Jeho platný status byl potvrzen v roce 2022 během revize provedené japonským dipterologem Hiroshi Shimou (Kyushu University Museum, Kjúšúská univerzita, Japonsko).

## Popis
Phyllomya volvulus je středně velká moucha o délce těla 6,5–8,0 mm. Tělo je štíhlé, převážně černé s lesklým zadečkem.
Hlava je dobře vyvinutá, oči jsou dále od sebe než u jiných much z čeledi Tachinidae. Vrchní část hlavy (temeno) zabírá přibližně třetinu její celkové šířky. Tykadla jsou krátká, zakončená štětinkami. Na hrudi se nachází několik charakteristických štětin: Na hřbetní straně hrudi se nachází jedna akrostichální štětina před hlavním švem. Na bocích hrudi jsou tři výrazné štětiny.
Nohy jsou osrstěné. Střední pár nohou má u samců dvě a u samic tři štětiny na přední straně. Zadní pár nohou má tři štětiny blízko konců holení. Samci mají na spodní straně zadečku ostré výběžky.
Prosternum (spodní část hrudi) je hladké a bez chloupků, což je významný rozlišovací znak druhu.

## Životní cyklus
Larvy Phyllomya volvulus jsou parazitoidy larev pilatek (Tenthredinidae). Samice kladou vajíčka přímo na hostitelské larvy. Po vylíhnutí larva napadá hostitele a vyvíjí se uvnitř něj, dokud jej neusmrtí. Dospělé mouchy se živí nektarem a medovicí.

## Rozšíření
Phyllomya volvulus se vyskytuje v Evropě, na sever až do Skotska a Laponska, dále v Zakavkazsku, v Rusku (Jižní Sibiř, Chabarovský kraj, Amurská oblast) a v Číně (provincie Jilin).